# Nevidzany (okres Zlaté Moravce)
 Nevidzany  jsou obec na Slovensku v okrese Zlaté Moravce v Nitranském kraji. Žije v nich 560 obyvatel.

## Historie
Pravěké osídlení katastrálního území dokládají nálezy z neolitu, doloženo sídliště eneolitické a halštatské. První písemná zmínka pochází z roku 1229 a uvádí vesnici pod jménem Nywg. Název Newiczany byl použit roku 1773. V současné formě název zmiňují až zdroje po vzniku samostatné Československé republiky. Obec patřila zemanským rodinám (z Ďura, rodině Tapjayovců, Petényiovců a dalším). V roce 1616 byla vypálena Turky.

## Přírodní poměry
Obec leží v severozápadní části Pohronské pahorkatiny v dolině potoka Širočina (kolem soutoku s Podegerským potokem). Většinu výměry obce zabírá zemědělsky využívaná půda, jen východní část je pokryta listnatými lesy (převažuje dub a akát, méně je zastoupen jasan, habr, jen minimálně jehličnaté lesy).

## Hospodářství
Obyvatelé obce se tradičně živili zemědělstvím a na něj vázanými malými potravinářskými provozy. V obci bývaly dva mlýny, lisovna oleje a řada dalších provozů. Rozvíjelo se také vinařství. Po roce 1957 se většina zemědělské výroby soustředila do jednotného zemědělského družstva, které po roce 1989 zaniklo. Většina obyvatel za prací dojíždí do blízkých měst: Vráble, Zlaté Moravce, Nitra nebo do jaderné elektrárny Mochovce.

## Pamětihodnosti
- Kostel Obrácení svatého Pavla z roku 1943 na místě staršího kostela